# Felix Diefenbach
Felix H. Diefenbach (* 29. November 1925; † 25. November 2019 in Elz) war ein deutscher Basketballspieler.

## Laufbahn
Politische Tätigkeiten
Diefenbach begann seine politische Laufbahn im Jahr 1960 mit dem Eintritt in die FDP. Er übernahm verschiedene Rollen innerhalb der Partei und der Stadtverordnetenversammlung. Zwischen 1960 und 1977 war er Mitglied der Stadtverordnetenversammlung und der FDP-Fraktion. Gleichzeitig engagierte er sich im Kreisvorstand der FDP, in dem er von 1960 bis 1979 tätig war.
Von 1963 bis 1979 war er Mitglied des Aufsichtsrates der Südhessischen Gas- und Wasser AG. In den Jahren 1964 bis 1968 fungierte er als stellvertretender Vorsitzender des Bauausschusses. Sein Engagement setzte sich als Mitglied des Fraktionsvorstandes der FDP von 1968 bis 1977 fort.
1972 wurde er Mitglied des Ausschusses für den Ankauf von Kunstwerken und war von 1972 bis 1977 in mehreren Ausschüssen als Stellvertreter tätig, darunter im Schulausschuss, Liegenschaftsausschuss und Widerspruchsausschuss. Er war außerdem Vorsitzender des Ausschusses für Sport und Freizeit und stellvertretender Stadtverordnetenvorsteher sowie Mitglied im Ältestenrat.
Von 1977 bis 1980 war er stellvertretender Vorsitzender und später Vorsitzender des OV Bessungen der FDP. Seine sportpolitischen Interessen führten ihn in den Landessportbeirat der FDP, wo er von 1982 bis 1985 tätig war. In den Jahren 1987 bis 1990 war er Vorstandsmitglied im Bessunger Ortsverein der FDP.
1976 erhielt er eine Ehrung für verdiente Bürger durch die Hessische Landesregierung. Die Stadt Darmstadt verlieh ihm 1977 die Silberne Sportplakette und die Bronzene Verdienstplakette. 1985 wurde ihm die Theodor-Heuß-Plakette für 25-jährige Parteizugehörigkeit überreicht.
Sportliche Tätigkeiten
Von 1938 bis 1943 war er Mitglied der Leichtathletikabteilung des Sportvereins 1898, in dem er unter anderem Stabhochsprung, Ballweitwurf, Speerwurf und Kugelstoßen betrieb. 1942 erlangte er das Sportabzeichen in Bronze.
Am 27. September 1947 gründete er als Vorreiter nach dem Zweiten Weltkrieg den Basketball Club Darmstadt 1947 e.V., dessen Vorsitzender er über 18 Jahre war und später Ehrenvorsitzender wurde. Zudem war er Gründungsmitglied der Gesellschaft für Basketballsport (GBS) in Darmstadt und führte 1947 die erste Deutsche Meisterschaft im Basketball in Darmstadt durch.
Seine Spielerlaufbahn im Basketball erstreckte sich von 1947 bis 1952. Er war als Mannschaftsführer und zudem Trainer tätig. Mit dem BC Darmstadt wurde er 1949 2. Deutscher Meister in Düsseldorf. Er nahm an der Universiade in Meran und Luxemburg teil und war Mitglied der deutschen Basketballnationalmannschaft, mit der er 1951 an der Europameisterschaft in Paris teilnahm.
Im Jahr 2000 wurde Diefenbach Mitglied des neu gegründeten „Clubs der Freunde des Basketballsports“, einem Zusammenschluss ehemaliger Funktionäre aus Landesverbänden und des Deutschen Basketball-Bundes. Er war Vorstandsmitglied des Vereins.
Diefenbach engagierte sich auch nach seiner aktiven Zeit im Sport weiterhin in verschiedenen Gremien und Vereinen. Von 1965 bis 1979 war er Mitglied eines Kegelclubs und der Arbeitsgemeinschaft Regionalliga - Südwest im Deutschen Basketball Bund (DBB). Als Vorsitzender des Hessischen Basketball Verbandes von 1967 bis 1979 wurde er mit der Goldenen Verdienstnadel und 1979 mit der Ehrenmitgliedschaft ausgezeichnet.
Er war Mitglied des Beirates im Deutschen Basketball Bund und erhielt dort die Silberne Ehrennadel. Ab 1979 war er Mitglied des Ehrenrates. Von 1967 bis 1975 war er zudem Mitglied bei den Polizeischützen.
Zwischen 1970 und 1980 engagierte sich Diefenbach in der Arbeitsgruppe Sportstättenbau im DBB und im Finanzausschuss des Hessischen Basketball-Verbandes. In den Jahren 1970 bis 1979 war er fünf Jahre lang im Vorstand der Tennisabteilung der Turngemeinde Bessungen vertreten.
1973 gründete er als einer der Initiatoren den Golf-Club Darmstadt-Traisa und war bis 1982 dessen Vorsitzender. Beim DBB war er Mitglied des Satzungsausschusses. Als Vorsitzender der FN Sport-Normkommission setzte er sich von 1975 bis 1982 für den Sport ein.
Von 1975 bis 1990 war er Mitglied im Jagdklub Darmstadt und erhielt 1980 das Leistungsabzeichen des Deutschen Jagdverbandes (DJV) in Silber.
Schulische und berufliche Tätigkeiten
Er besuchte von 1932 bis 1936 die Volksschule und anschließend das Real-Gymnasium in Darmstadt, wo er sich auf Mathematik spezialisierte. 1947 schloss er sein Abitur ab und begann ein Architekturstudium an der Technischen Hochschule Darmstadt. Während des Studiums arbeitete er als Hilfsassistent bei Professor Pinnad und war in Semesterferien als Baupraktikant beschäftigt. 1950 legte er das Vorexamen ab und bestand im Dezember desselben Jahres die Diplom-Hauptprüfung.
Von 1953 bis 1954 arbeitete Diefenbach als angestellter Architekt in Kriftel und übernahm dann 1954 bis 1956 die Leitung der Entwurfsabteilung im Kreisausbauamt Groß-Gerau. Zwischen 1957 und 1958 leitete er das Architekturbüro J.W. Mengler in Darmstadt und von 1959 bis 1962 das Architekturbüro Willy Schmitt.
1962 gründete Diefenbach sein eigenes Architekturbüro in Darmstadt und wurde Mitglied der „Vereinigung von Freunden der TH Darmstadt e.V.“. In den folgenden Jahren war er an zahlreichen Bauprojekten beteiligt, darunter Schwimmbäder, Schulen, Wohnbauten und Industriegebäude.